# Mambwe (peuple)
Pour les articles homonymes, voir Mambwe.
Les Mambwe sont une population bantoue d'Afrique de l'Est établie au nord-est de la Zambie, également de l'autre côté de la frontière en Tanzanie.

## Ethnonymie
Selon les sources et le contexte, on observe plusieurs formes : Chimambwe, Kimambwe, Mambowe, Mambwes, Mbwe.

## Langue
Leur langue est le mambwe, une langue bantoue.